# Triple Crown (Rugby Union)
In der Sportart Rugby Union ist die Triple Crown ein Ehrentitel, um den jedes Jahr die Nationalmannschaften von England, Irland, Schottland und Wales im Rahmen des Six-Nations-Turniers kämpfen. Falls eine dieser Mannschaften es schafft, alle Spiele gegen die drei Konkurrenten zu gewinnen, gewinnt sie auch die Triple Crown. Letztmals gelang dies Irland beim Six Nations 2023. Am Six-Nations-Turnier nehmen auch Frankreich und Italien teil, die aber nicht am Wettstreit um die Triple Crown beteiligt sind. Eine Mannschaft, die im Verlaufe eines Turniers alle fünf Gegner besiegt, erzielt einen Grand Slam. Dies gelang letztmals ebenfalls Irland im Jahr 2023.

## Name
Der Ursprung des Begriffs Triple Crown ist unklar. Die Zeitung Irish Times nannte ihn erstmals am 12. März 1894 in der Einleitung des Berichts über das Spiel Irland gegen Wales.
Möglicherweise stammt der Name von der Dreifachkrone (triple crown) des Königs James I., der als erster Monarch über England, Schottland und Irland herrschte (Wales wurde damals als integraler Bestandteil Englands betrachtet). In Akt 4, Szene 3 des Dramas Macbeth von William Shakespeare erwähnt Macbeth James’ „Dreierszepter“.

## Trophäe
Im Jahr 1975 schnitzte ein pensionierter Minenarbeiter namens Dave Marrington mit seinem Federmesser an einem Kohlebrocken aus der Haig-Mine in Cumbria und formte daraus ein Kunstwerk. Es handelt sich dabei um eine Krone auf einem viereckigen Sockel. Auf den vier Seiten sind die Rose Englands, das Kleeblatt Irlands, die Distel Schottlands und der Federschmuck des Prince of Wales zu sehen. Es gab Bestrebungen, das Kunstwerk dem Triple-Crown-Gewinner zu überreichen, doch alle vier Verbände lehnten dies ab. Heute wird es im Rugby-Museum in Twickenham ausgestellt.

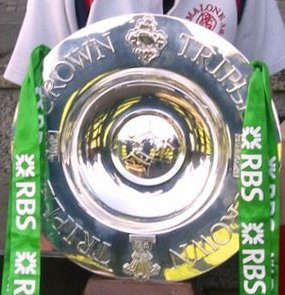
Triple Crown Trophäe

Auch mehr als dreißig Jahre später gab es noch immer keine Trophäe für den Gewinn der Triple Crown, weshalb dieser Wettstreit oft auch als „unsichtbarer Pokal“ bezeichnet wurde. Doch dann gab der Hauptsponsor von Six Nations, die Royal Bank of Scotland, eine Trophäe in Auftrag. Der als „Triple Crown Trophy“ bezeichnete Silberteller wurde 2006 erstmals der irischen Mannschaft überreicht.

## Liste der Sieger
Mit 26 Triple Crowns ist England am erfolgreichsten. Es folgen Wales mit 22, Irland mit 14 und Schottland mit 10 Erfolgen.
| - 1883: England - 1884: England - 1891: Schottland - 1892: England - 1893: Wales - 1894: Irland - 1895: Schottland - 1899: Irland - 1900: Wales - 1901: Schottland - 1902: Wales - 1903: Schottland - 1905: Wales - 1907: Schottland - 1908: Wales | - 1909: Wales - 1911: Wales - 1913: England - 1914: England - 1921: England - 1923: England - 1924: England - 1925: Schottland - 1928: England - 1933: Schottland - 1934: England - 1937: England - 1938: Schottland - 1948: Irland | - 1949: Irland - 1950: Wales - 1952: Wales - 1954: England - 1957: England - 1960: England - 1965: Wales - 1969: Wales - 1971: Wales - 1976: Wales - 1977: Wales - 1978: Wales - 1979: Wales - 1980: England | - 1982: Irland - 1984: Schottland - 1985: Irland - 1988: Wales - 1990: Schottland - 1991: England - 1992: England - 1995: England - 1996: England - 1997: England - 1998: England - 2002: England - 2003: England - 2004: Irland | - 2005: Wales - 2006: Irland - 2007: Irland - 2008: Wales - 2009: Irland - 2012: Wales - 2014: England - 2016: England - 2018: Irland - 2019: Wales - 2020: England - 2021: Wales - 2022: Irland - 2023: Irland - 2025: Irland |